# Sala capitolare
(Uno dei motti dei Capitoli benedettini)

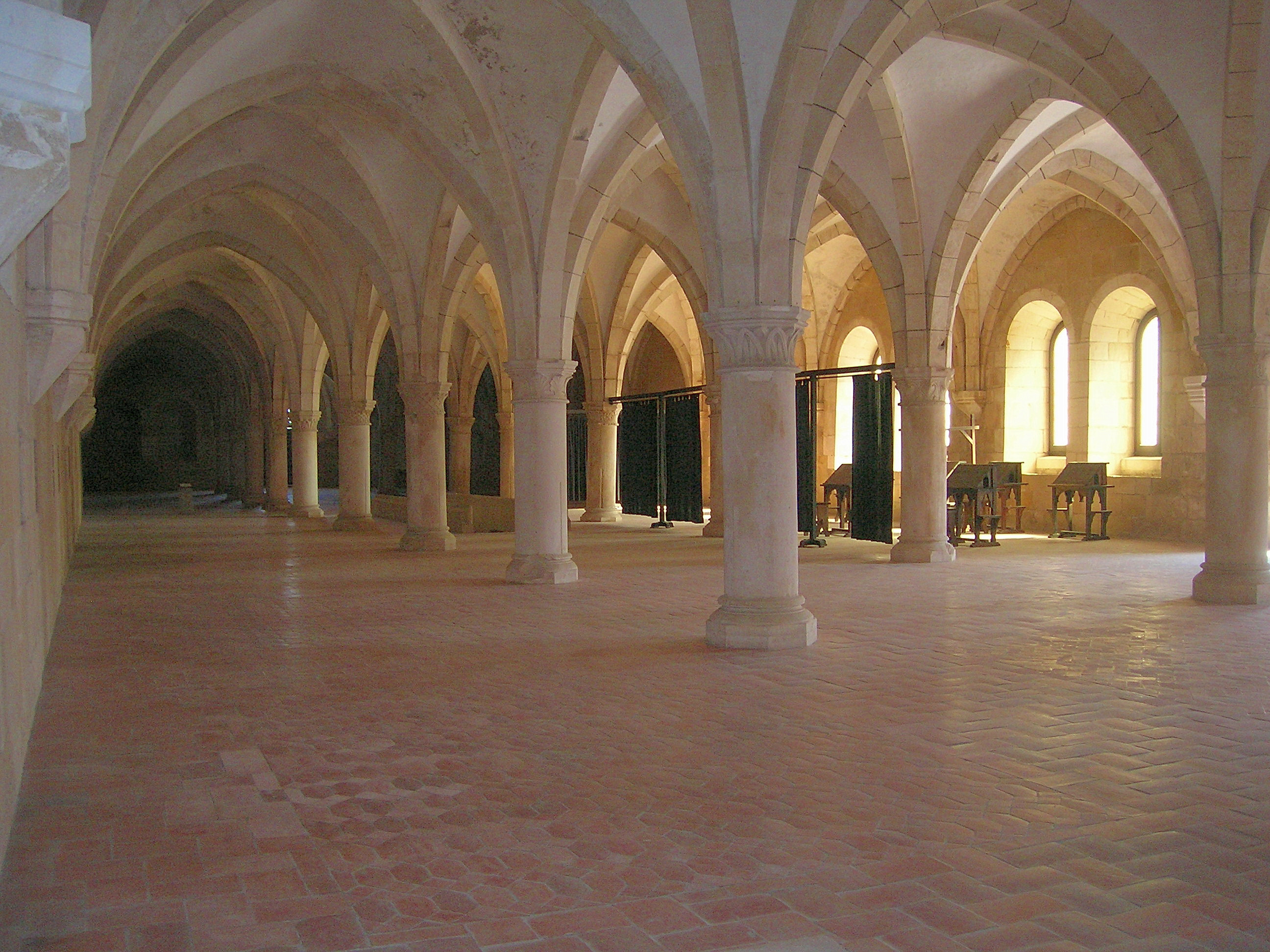
La sala capitolare del monastero di Alcobaça in Portogallo.

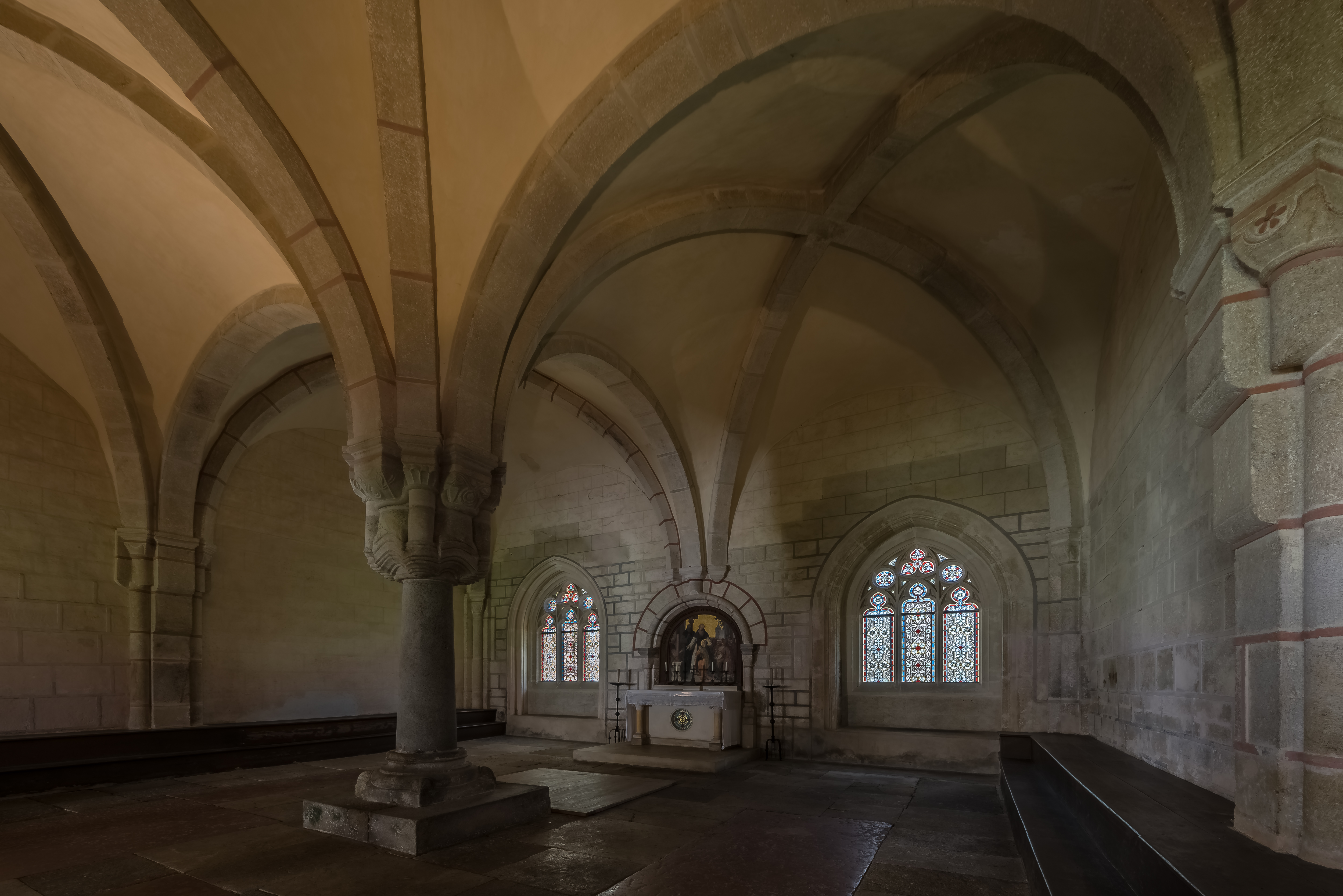
La sala capitolare dell'abbazia di Zwettl, un monastero cistercense in Austria.

La sala capitolare o semplicemente capitolo è il luogo in cui si riunisce una comunità monastica per alcune volte nel corso della giornata. Dopo la chiesa e il chiostro, è la parte più importante di un monastero, e in particolare di un'abbazia. 
La sala capitolare è altresì l'aula dove si riunisce il capitolo di una cattedrale o di una chiesa dotata di capitolo.
Nella sala capitolare di un monastero si legge ogni giorno un "capitolo" della regola e si svolge la maggior parte delle assemblee dei monaci legate al funzionamento del monastero e della sua comunità. Qui, in particolare, si svolge l'assemblea dei monaci per l'elezione del nuovo abate, quando quest'ultimo viene a mancare; ma in essa - a seconda delle consuetudini di ciascun monastero - si svolgono anche delle celebrazioni liturgiche come l'ufficio della sera dopo il ritorno dei monaci dal lavoro, l'accusa personale dei peccati di fronte all'assemblea monastica, la discussione di questioni teologiche, la relazione sull'andamento del lavoro nella comunità ed anche la richiesta di consiglio ai confratelli, da parte dell'abate, in occasione di situazioni particolari da affrontare.
È proprio per la prassi del capitolo che la comunità monastica è stata considerata la prima forma di democrazia nel sistema organizzativo della Chiesa.